# Бриз (разгонный блок)
«Бриз» — семейство российских разгонных блоков, разработанных ГКНПЦ имени М. В. Хруничева. Блоки семейства «Бриз», отличающиеся очень плотной компоновкой, используются в составе ракет-носителей лёгкого и тяжёлого классов. Первый запуск «Бриз-К» состоялся 20 декабря 1991 года в составе ракеты-носителя «Рокот».

## Модификации

### Бриз-К
Разгонный блок 14С12 «Бриз-К» был разработан КБ «Салют» (ныне ГКНПЦ им. Хруничева) специально для ракеты-носителя, созданного на базе межконтинентальной баллистической ракеты 15А35 УР-100Н УТТХ и получившего название «Рокот».

### Бриз-М
Разгонный блок 14С43 «Бриз-М» может быть использован в составе ракет-носителей «Протон-М», «Ангара». Блок обеспечивает выведение полезной нагрузки на низкие, средние, высокие орбиты и ГСО. Применение разгонного блока «Бриз-М» совместно с РН «Протон-М» позволяет увеличить массу полезной нагрузки, выводимой на геостационарную орбиту, до 3,7 тонн, а на переходную орбиту более 6,0 тонн. Первый пуск РБ «Бриз-М» состоялся 5 июля 1999 года. РН «Протон-К» (пуск аварийный). Первый удачный пуск состоялся 6 июня 2000 года с РН «Протон-К» и КА «Горизонт». Первый запуск комплекса «Протон-М» — «Бриз-М» состоялся 7 апреля 2001 года.
На начало 2013 года было проведено более 55-ти запусков ракет «Протон» с РБ «Бриз-М».
Тактико-технические характеристики
| Характеристика                              | РБ «Бриз-М» |
| ------------------------------------------- | --- |
| Состав                                      | Разгонный блок, состоящий из центрального блока на базе РБ «Бриз-КМ» и окружающего его сбрасываемого дополнительного топливного бака тороидальной формы.    |
| Применение                                  | в составе РН «Протон-М», РН «Ангара-А3» и «Ангара-А5» |
| Основные особенности                        | • предельно малые габариты; • возможность выведения тяжелых и крупногабаритных КА; • возможность длительного функционирования в полете                      |
| Начальная масса, т                          | до 22,5 |
| Заправляемый запас топлива (АТ+НДМГ), т     | До 20 |
| Тип, количество и тяга в пустоте двигателей | ЖРД 14Д30 (1 шт.), 2,0 тс (маршевый), ЖРД 11Д458 (4 шт.) по 40 кгс (двигатели коррекции), 17Д58Э (12 шт.) по 1,36 кгс (двигатели ориентации и стабилизации) |
| Число включений маршевого двигателя         | до 8 |
| Максимальное время автономного полета, час  | не менее 24 (по ТТЗ) |
| Год первого полета                          | 1999 год |

- РБ «Бриз-М» и его компоновка

### Бриз-КМ
Разгонный блок 14С45 «Бриз-КМ» используется в качестве третьей ступени ракеты-носителя лёгкого класса «Рокот». Маршевый двигатель блока имеет возможность многократного включения, что позволяет использовать различные схемы выведения космических аппаратов, в том числе групповой запуск космических аппаратов на одну или несколько различных орбит.
Первый пуск РБ «Бриз-КМ» состоялся 16 мая 2000 года РКН «Рокот» с эквивалентами полезной нагрузки SimSat-1 и SimSat-2.
|                   | «Бриз-М»    | «Бриз-КМ»   |
| ----------------- | ----------- | ----------- |
| Полная масса      | 21,170 кг   | 6,565 кг    |
| Снаряженная масса | 2,370 кг    | 1,600 кг    |
| Топливо           | N2O4 / НДМГ | N2O4 / НДМГ |
| Тяга              | 19,62 кН    | 20,00 кН    |
| Длина             | 2,61 м      | 2,90 м      |
| Диаметр           | 4,1 м       | 2,5 м       |

### Бриз-КМ-2
В мае 2019 года стало известно, что Центр Хруничева планирует разработать модификацию РБ «Бриз-КМ» для РКН «Рокот-М». Создание разгонного блока «Бриз-КМ-2» и подготовка производства к его изготовлению оцениваются в 1,45 миллиарда рублей.

## Аварийные запуски
«Бриз-М» стали причиной ряда аварий с участием ракеты-носителя «Протон» с 2008 по 2013 годы.
Согласно статистике, с 2008 года осуществлено 48 пусков ракеты «Протон» (31 коммерческий пуск и 17 — в рамках федеральной космической программы), из которых три (при выведении космических аппаратов Экспресс АМ4, Телком-3 и Экспресс МД2, Ямал-402) закончились авариями по вине разгонных блоков «Бриз-М».